# Équipe de Bahreïn de beach soccer
L'équipe de Bahreïn de beach soccer est une sélection qui réunit les meilleurs joueurs bahreïnites dans cette discipline.

## Palmarès
- Coupe du monde
  - Quarts de finale en 2006
  - 1er tour en 2009

- Championnat d'Asie (1)
  - Vainqueur en 2006
  - Finaliste en 2009